# Agenzia dell'Unione europea per la cooperazione fra i regolatori nazionali dell'energia
L'Agenzia dell'Unione europea per la cooperazione fra i regolatori nazionali dell'energia, conosciuta con l'acronimo ACER (European Union Agency for the Cooperation of Energy Regulators), è un'agenzia dell'Unione europea, il cui compito è assistere e coordinare a livello comunitario le autorità nazionali degli stati membri dell'unione che si occupano di regolamentare i mercati dell'energia.
L'agenzia è stata istituita con il regolamento (CE) n. 713/2009 del Parlamento europeo e del Consiglio, del 13 luglio 2009.
L'agenzia ha iniziato la sua attività nel 2011 e ha sede a Lubiana, in Slovenia.
Dal 16 settembre 2010 il direttore dell'Agenzia è l'italiano Alberto Pototschnig.